# Phlox amplifolia
Phlox amplifolia är en blågullsväxtart som beskrevs av Nathaniel Lord Britton. Phlox amplifolia ingår i släktet floxar, och familjen blågullsväxter. Inga underarter finns listade i Catalogue of Life.